# Cuphea cuiabensis
Cuphea cuiabensis é uma espécie nativa do Brasil, do cerrado do estado de Mato Grosso.
Seu habitat está sob pressão da expansão agrícola mecanizada e modificação no uso do solo.